# James Raymond Anthony
James Raymond Anthony, né le 18 février 1922 et mort le 16 avril 2001, est un musicologue américain. Spécialiste de la musique baroque en France, il a enseigné la musicologie durant plus de quarante ans à l'université d'Arizona.
Ses travaux lui ont valu d'être décoré de l'ordre des Arts et des Lettres en 1995.

## Ouvrages
- La musique en France à l'époque baroque, Flammarion, collection Harmoniques, 1981 (première traduction française), 2010 (réédition, traduction de l'anglais par Béatrice Vierne, revue, complétée et mise à jour par Vincent Giroud.
- French Baroque Music from Beaujoyeulx to Rameau, Amadeus Press, 1997, 586 p., première édition en 1974.
- The opera-ballets of André Campra :  a study of the first period French opera-ballet.